# Měšín
Měšín är en ort i Tjeckien.   Den ligger i regionen Vysočina, i den centrala delen av landet, 110 km sydost om huvudstaden Prag. Měšín ligger 513 meter över havet och antalet invånare är 187.
Terrängen runt Měšín är platt. Runt Měšín är det ganska glesbefolkat, med 45 invånare per kvadratkilometer. Närmaste större samhälle är Jihlava, 6,6 km sydväst om Měšín. Omgivningarna runt Měšín är en mosaik av jordbruksmark och naturlig växtlighet.